# Asbjorn skerjablesi
Ásbjǫrn skerjablesi, noto anche come Ásbjǫrn jarl skerjablesi (... – 874), fu un sovrano del Ebridi attestato dal Landnámabók e dalla Droplaugarsona saga.
Il suo epiteto, skerjablesi, è traducibile come "fiamma degli scogli". Non si può escludere che questo soprannome significhi «l'uomo con la fiamma degli scogli», ma non si conosce a quale particolare scoglio si riferisca. Un'altra possibilità è che, mentre l'elemento verbale blesi ("fiamma") si riferisce al soprannome di Ásbjǫrn, l'elemento sker ("scoglio") si riferisce a un luogo di ritrovo da lui frequentato. Secondo il Landnámabók, Ásbjǫrn fu ucciso nell'874 da Hólmfastr Véþormsson e Grímr (un nipote del padre di Hólmfastr). Le fonti riferiscono che gli assassini di Ásbjǫrn avessero ridotto in schiavitù la moglie di Ásbjǫrn, Álof (figlia di Þórðr vaggagði), e sua figlia Arneiðr.

### Fonti secondarie
- (EN) Paul R. Peterson, Old Norse Nicknames, University of Minnesota, 2015.
- (EN) David Wyatt, Slaves and Warriors in Medieval Britain and Ireland, 800–1200, collana The Northern World: North Europe and the Baltic c. 400–1700 AD. Peoples, Economics and Cultures (series vol. 45), Leida, Brill, 2009, ISBN 978-90-04-17533-4.